# Weinhof (Altdorf bei Nürnberg)
Weinhof ist ein Gemeindeteil der Stadt Altdorf bei Nürnberg im Landkreis Nürnberger Land (Mittelfranken, Bayern). Weinhof liegt in der Gemarkung Grünsberg.

## Geografie

### Geografische Lage
Das Dorf bildet mit Stürzelhof im Nordosten eine geschlossene Siedlung. Die Staatsstraße 2239 durchzieht den Ort als Hauptstraße und führt nach Stürzelhof (0,3 km nordöstlich) bzw. an Grünsberg vorbei nach Penzenhofen (1,7 km westlich). Im Ort befinden sich wenige Bauernhöfe sowie eine Anzahl von Siedlungshäusern.

### Straßennamen
- Am Flecklein
- Am Eichelgarten
- Am Weingarten
- Hollerstaudenweg
- Im Letten
- Stürzelhofer Weg
- Weinhofer Straße (St 2239)

## Geschichte
Mit dem Gemeindeedikt (frühes 19. Jahrhundert) wurde Weinhof dem Steuerdistrikt Altenthann und der Ruralgemeinde Grünsberg zugeordnet. Am 1. Januar 1972 wurde der Ort im Rahmen der bayerischen Gebietsreform nach Altdorf eingemeindet.

### Einwohnerentwicklung
| Jahr          | 1987 | 2013 | 2016 | 2024 |
| Einwohnerzahl | 217  | 377  | 426  | 379  |